# Рекіш Дмитро Васильович
Дмитро Васильович Рекіш (біл. Дзмітрый Васілевіч Рэкіш, рос. Дмитрий Васильевич Рекиш, нар. 14 вересня 1988, Бобруйськ) — білоруський футболіст, півзахисник клубу «Білшина». Майстер спорту Білорусі міжнародного класу (2011).
Виступав, зокрема, за клуби «Динамо» (Мінськ) та «Торпедо-БелАЗ», а також молодіжну збірну Білорусі, з якою є бронзовим призером чемпіонату Європи 2011 року.

## Клубна кар'єра
Вихованець СДЮШОР № 5 рідного міста Бобруйськ, після чого у 2003 році грав за РУОР (Мінськ), зігравши один матч у Другій лізі. У 2004 році приєднався до мінського «Динамо», де спочатку виступав за дубль, а з сезону 2006 року став залучатись до матчів першої команди. У сезоні 2008 року грав за «Савіт», який не зумів врятувати від вильоту з вищого дивізіону і подальшого розформування. З 2010 року освоївся в основній команді столичного «Динамо», зігравши у 28 матчах чемпіонату.
У січні 2011 року, покинувши «Динамо», він був на перегляді в «Амкарі», але через зміну тренера пермської команди відмовився від переходу. Гравцем також зацікавилась «Кубань», але 21 лютого Дмитро підписав договір оренди з варшавською «Полонією» до червня 2011 року з правом викупу. Не зігравши в Польщі жодного матчу за першу команду, у вересні він безуспішно спробував знайти роботу в чеському клубі «Словацко». 27 жовтня він розірвав угоду з мінським «Динамо» і став вільним агентом.
У листопаді німецький клуб Другої Бундесліги «Фортуна» Дюссельдорф запрошувала Рекіша на перегляд. Також в зимове міжсезоння він побував в розташуванні узбекського «Буньодкора», азербайджанського «Карабаху» і білоруського «Гомеля».

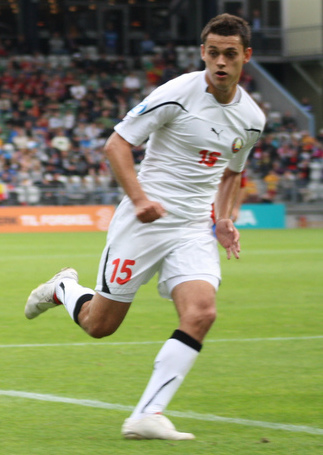
Дмитро Рекіш у півфіналі молодіжного чемпіонату Європи 2011 року

15 березня 2012 року він підписав річний контракт з «Торпедо-БелАЗ», втім не зміг закріпитися в команді і в жовтні 2012 року розірвав контракт з жодинським клубом.
У березні 2013 року Дмитро став гравцем «Німана» (Гродно), але вже 31 липня розірвав контракт за обопільною згодою сторін, і в жовтні перейшов в клуб чеської Другої ліги «Тршинець», підписавши контракт на два роки. Він зіграв 5 матчів за чеський клуб та забив один гол і у лютому 2014 року він знову став гравцем «Німана», де і цього разу мав постійне місце в основному складі (зазвичай на позиції правого півзахисника), але тільки в окремих матчах зумів добре проявити себе (зокрема, 25 травня в матчі з «Білшиною» гол і гольова передача Рекіша, який вийшов на заміну в другому таймі, допомогли «Німану» вирвати перемогу 4:3). У жовтні 2014 року він вдруге покинув «Німан».
У березні 2015 року Рекіш приєднався до литовського клубу «Спіріс Каунас». Забивши 11 голів він став одним з найкращих бомбардирів клубу в сезоні 2015 року і допоміг команді посісти п'яте місце в чемпіонаті. Наприкінці сезону 2015 року він покинув клуб і на початку 2016 року тренувався на батьківщині в «Іслочі». У березні 2016 року «Тракай» зацікавився півзахисником, з яким було швидко підписано контракт.
У серпні 2016 року Рекіш повернувся до Білорусі і вдруге у кар'єрі став гравцем «Торпедо-БелАЗа», де почав чергувати виходи у стартовому складі та на заміну. У січні 2017 року він продовжив контракт з «автозаводцями». Він розпочав сезон 2017 року як гравець заміни, але згодом став частіше виходити у стартовому складі. Маючи 11 передач, він став одним з найкращих асистентів чемпіонату. Наприкінці сезону в листопаді 2017 року він покинув «Торпедо-БелАЗ».
У січні 2018 року був на переглядів в казахстанському «Жетису», але безрезультатно, натомість у лютому 2018 року став гравцем воронезького «Факела», де дограв сезон і у липні 2018 року приєднався до індонезійського клубу ПС ТІРА.
У березні 2019 року він знову проводив тренування в «Іслочі» і незабаром підписав контракт з клубом, де здебільшого виходив на заміну і у грудні 2019 року по закінченні терміну дії контракту покинув команду.
На початку 2020 року він деякий час тренувався з «Андердогом», а в березні став гравцем бобруйської «Білшини». Станом на 13 квітня 2020 року відіграв за бобруйську команду 2 матчі в національному чемпіонаті.

## Виступи за збірні
Виступав у складі юнацької збірної Білорусі (U-17), загалом на юнацькому рівні взяв участь у 15 іграх, відзначившись одним забитим голом.
Протягом 2008—2011 років залучався до складу молодіжної збірної Білорусі. 11 серпня 2010 року у відбірковому матчі молодіжного чемпіонату Європи 2011 року проти Австрії Рекіш вийшов на заміну на 73-й хвилині та забив удвічі (на 75 та 90 хвилині), що допомогло білоруській команді зрівняти рахунок (3:3) і згодом вийти до фінальної частини чемпіонату, що пройшов у Данії, де Рекіш виходив на заміну у чотирьох матчах, а білоруси стали бронзовими призерами першості. Всього на молодіжному рівні зіграв у 27 офіційних матчах, забив 8 голів.

## Досягнення
- Срібний призер чемпіонату Білорусі (2): 2006, 2009
- Бронзовий призер молодіжного чемпіонату Європи: 2011